# 634
El 634 (DCXXXIV) fou un any comú començat en dissabte del calendari julià.

## Esdeveniments
- Omar és nomenat nou califa de l'islam.
- Els àrabs derroten a Adinadeyn l'emperador romà d'Orient Heracli. Ocupen Palestina i Damasc.
- Abril - Batalla de Marj ar-Ràhit durant la conquesta musulmana de Síria.[1]